# Brother Industries
Brother Industries Ltd. (ブラザー工業株式会社?, Burazā Kōgyō Kabushiki-gaisha) è un'azienda giapponese produttrice di una gran varietà di dispositivi, tra cui macchine per cucire, macchine utensili, etichettatrici, macchine per scrivere, fax, stampanti ed altri apparecchi elettronici. È quotata nella Borsa di Tokyo e fornisce i suoi prodotti sia con il proprio marchio sia come OEM in collaborazione con altre aziende.

## Storia

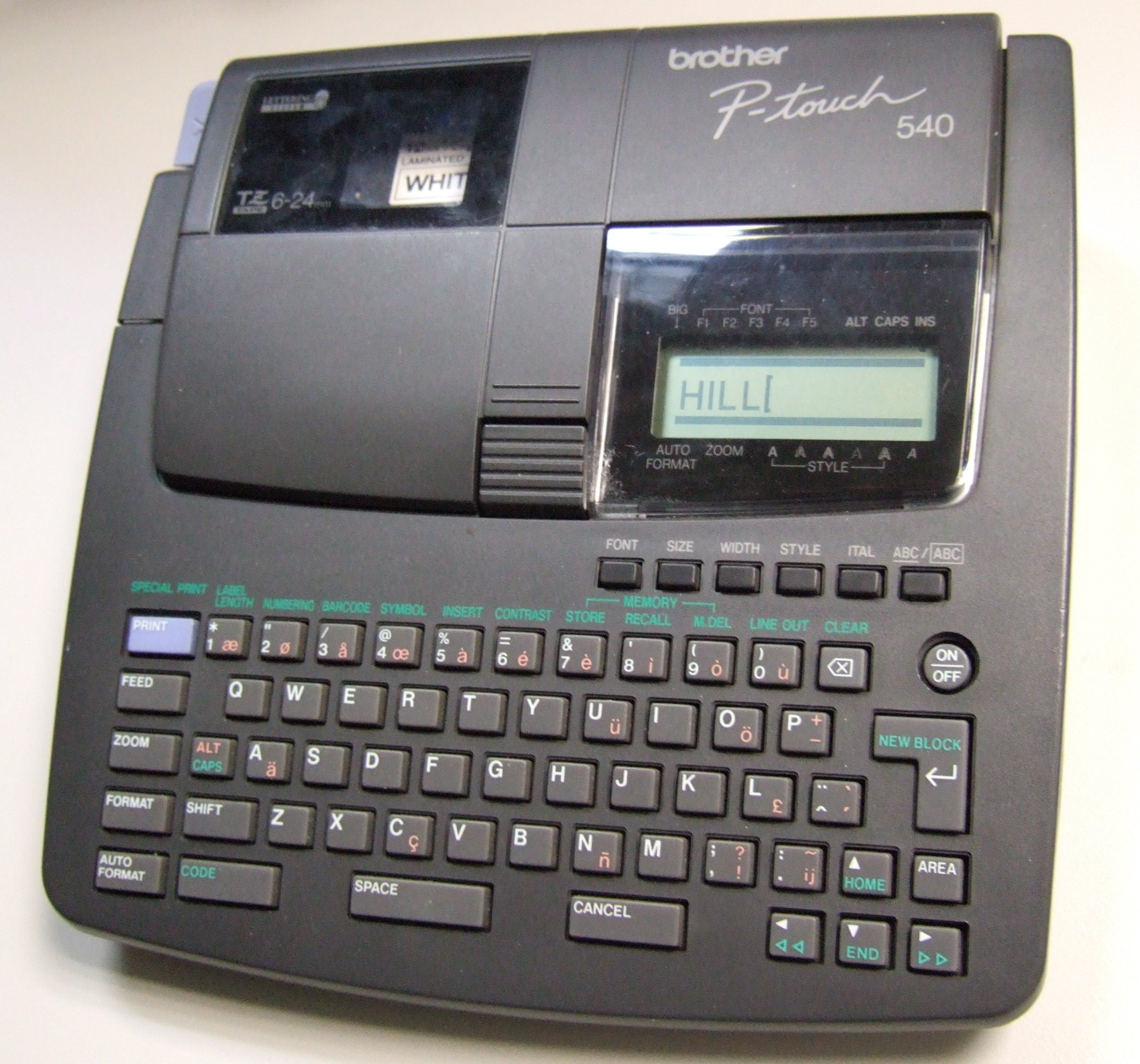
Un'etichettatrice Brother P-Touch 540

Brother fu fondata a Nagoya nel 1908 con il nome di Yasui Sewing Machine Co. (produceva solo macchine per cucire). Nel 1954 fu creata la prima filiale oltreoceano, negli Stati Uniti d'America, la Brother International Corporation. Nel 1958 fu fondata a Dublino una società di vendita per l'Europa. Solo nel 1962 adottò la denominazione attuale di Brother Industries Ltd. L'azienda entrò nel mercato delle stampanti durante la collaborazione con Centronics.
Nel 1968 la società trasferì la sede nel Regno Unito, ad Audenshaw, Manchester, dopo aver acquisito la Jones Sewing Machine Company, una storica azienda britannica di macchine da cucire. Nel 1985 apre una fabbrica a Wrexham dopo avere aperto un altro centro produttivo a Taiwan. Alla fine degli anni ottanta entra nel mondo delle stampanti laser e fax.
Nel dicembre 2011 Brother ha diversificato le attività acquisendo Nefsis, società innovatrice nel software di collaborazione e conferenza remota basato sul web. Nel novembre 2012 annuncia di aver costruito l'ultima macchina per scrivere fatta nel Regno Unito nella sua fabbrica nel nord del Galles. L'ultima macchina è donata al Museo della Scienza di Londra.
Brother è stata sponsor del Manchester City dal 1989 al 1999.